# باسكال بريتون
باسكال بريتون (بالفرنسية: Pascale Breton)‏ هو منتج أفلام وكاتب سيناريو ومخرج فرنسي، ولد في 26 ديسمبر 1960.